# Internazionali di Francia 1961
Gli Internazionali di Francia 1961 (conosciuti oggi come Open di Francia o Roland Garros) sono stati la 60ª edizione degli Internazionali di Francia di tennis. Si sono svolti sui campi in terra rossa dello Stade Roland Garros di Parigi in Francia.
Il singolare maschile è stato vinto dallo spagnolo Manuel Santana, che si è imposto su Nicola Pietrangeli in cinque set col punteggio di 4–6, 6–1, 3–6, 6–0, 6–2. Il singolare femminile è stato vinto dalla britannica Ann Haydon-Jones, che ha battuto in due set la messicana Yola Ramírez. Nel doppio maschile si sono imposti Roy Emerson e Rod Laver. Nel doppio femminile hanno trionfato Sandra Reynolds Price e Renee Schuurman Haygarth. Nel doppio misto la vittoria è andata a Darlene Hard in coppia con Rod Laver.

## Seniors

### Singolare maschile
Manuel Santana ha battuto in finale  Nicola Pietrangeli con il punteggio di 4–6, 6–1, 3–6, 6–0, 6–2.

### Singolare femminile
Ann Haydon-Jones ha battuto in finale  Yola Ramírez con il punteggio di 6–2, 6–1.

### Doppio maschile
Roy Emerson /  Rod Laver hanno battuto in finale  Robert Howe /  Bob Mark con il punteggio di 3–6, 6–1, 6–1, 6–4.

### Doppio Femminile
Sandra Reynolds Price /  Renee Schuurman Haygarth hanno battuto in finale  Maria Bueno /  Darlene Hard per walkower

### Doppio Misto
Darlene Hard /  Rod Laver hanno battuto in finale  Věra Suková /  Jirí Javorský con il punteggio di 6–0, 2–6, 6–3.